# John Crockett
John Angus Basil Crockett (* 31. Januar 1918 in Hampshire, England; † 11. Oktober 1986 in Newlyn, Cornwall, England) war ein Bühnen- und Fernsehregisseur.

## Biografie
Crockett wurde 1918 als zweitältester Sohn von Oberst Basil Crockett DSO geboren.
Er besuchte die Bryanston School. 1938 studierte er Kunst am Goldsmiths’ College in New Cross, London, Großbritannien. Außerdem studierte er Theaterdesign an der Slade School und unterrichtete am London Theatre Studio.
1940 heiratete er Anne Marguritte Stern. Sie war die älteste Tochter von William Joseph Stern OBE, einem bedeutenden Physiker.
1944 gründete er eine Theatergesellschaft mit dem Namen Compass Players. Die Reisegesellschaft strebte es an, einem Publikum, das keinen Zugang dazu hatte, Theater von hoher Qualität zu präsentieren. Ihre Basis war Crocketts eigenes Domizil, ein altes Haus und Anwesen in Gloucestershire. Crockett zog sich 1951 als künstlerischer Direktor zurück und die Theatergesellschaft löste sich im Jahr danach auf. In den späten 1950er und frühen 1960er Jahren produzierte er Theaterstücke für das Birmingham Repertory Theatre und das Dundee Repertory Theatre.
Crockett führte 1964 Regie in der Doctor-Who-Folge Die Azteken, eine der angesehensten Schwarz-Weiß-Episoden. Schauspieler John Ringham lobte Crockett in der DVD-Veröffentlichung von 2002 überschwänglich. Ebenfalls führte er in der vierten Episode der vierten Staffel (Marco Polo) von Dr. Who, The Wall of Lies, Regie.
Von September 1969 bis Dezember 1976 war er Lehrer für Kunst und Theater an der Downside School in Somerset.
Crockett starb 1986 im Alter von 68 Jahren. Die Crocketts waren Eltern zweier Kinder, der Tochter Mary und des Sohnes Antony Crockett (FRCGP).